# Rogašovci
Rogašovci – wieś w Słowenii, siedziba gminy Rogašovci. W 2018 roku liczyła 246 mieszkańców.